# Locomotiva kkStB 206
Le locomotive kkStb 206 erano locomotive a vapore con tender a vapore saturo, con rodiggio 2-2-0, a 2 cilindri a doppia espansione delle Kaiserlich-königliche österreichische Staatsbahnen (KkStB, in italiano Imperial regie austriache ferrovie statali) e private (Südbahn).

## Storia
Il gruppo di locomotive kKStB 206 ed SB 206 era costituito di macchine costruite, su progetto di Karl Gölsdorf tra 1903 e 1907, per l'effettuazione di servizi di prestigio. In totale 70 unità vennero consegnate per le KkStb da Floridsdorf, Wiener Neustadt, Steg e BMMF. Tra il 1904 e il 1908 anche la ferrovia del sud acquistò 19 unità della serie 206, di cui 13 costruite in Austria dalla "Wiener Neustadt" e 6 in Ungheria dalla MÁVAG.
Le locomotive trainarono treni prestigiosi e importanti come l'Orient Express e l'Oostende Express e treni veloci per Praga delle kkStB, il "Nice-Vienna-Cannes Express" per Gloggnitz, il treno direttissimo "Roma-Berlino-Express" e il "Nord-Sud Express" (Berlino-Verona).
In seguito alla sconfitta dell'Austria nella prima guerra mondiale solo 44 delle 70 locomotive di tipo kkStB 206 rimasero alle nuove ferrovie di stato austriache (BBÖ); del restante numero, 15 unità finirono in Cecoslovacchia come ČSD 265.0 e 11 in Polonia come PKP Pd14. Del gruppo ex SB 206 4 locomotive, n.130, 131, 132 e 137 rimasero in Ungheria come MÁV 225.301-304 e 15 passarono nel parco delle FS come Gruppo 555.001-015.
L'annessione tedesca, nel 1938 comportò anche l'acquisizione nelle DRG di 17 unità 206 classificate come 13.151–167 tuttavia la maggior parte non sopravvissero oltre la seconda guerra mondiale; solo in Cecoslovacchia qualche macchina giunse fino al 1958.

## Caratteristiche tecniche
Le locomotive avevano la classica impostazione di fine secolo XIX per treni viaggiatori veloci; con rodiggio 2-2-0, ruote motrici di grande diametro adatte a raggiungere velocità senza un eccessivo (e deleterio per l'usura) movimento alternativo dello stantuffo motore e carrello anteriore biassiale di guida per una inscrizione decisa nelle curve e tender separato a 3 assi di forma compatta. La caldaia era stata posta molto in alto, rispetto all'ordinario, per ricavare una superficie di riscaldamento maggiore. Il motore a 2 cilindri a doppia espansione azionava, mediante biella motrice, il primo dei 2 assi motori a loro volta accoppiati mediante biella di accoppiamento.
Le locomotive era molto simili l'una all'altra eccetto che per un particolare: la serie costruita per le KkStB aveva il sistema di frenatura a vuoto mentre quella costruita per la Südbahn aveva il freno ad aria compressa Westinghouse compatibile con buona parte del materiale rotabile europeo.